# Републикански път III-5604
Републикански път IIІ-5604 е третокласен път, част от Републиканската пътна мрежа на България, преминаващ изцяло по територията на Пловдивска област. Дължината му е 27,6 km.
Пътят се отклонява надясно при 62,4 km на Републикански път II-56 в северната част на град Брезово и се насочва на запад-северозапад през северната, хълмиста част на Горнотракийската низина. Последователно преминава през селата Дрангово, Стрелци, Сухозем и Бегово, пресича река Стряма и в центъра на село Долна махала се свързва с Републикански път II-64 при неговия 24,8 km.
| Пътища, отклоняващи се надясно (населено място, № на пътя, посока на пътя) | km   | Пътища, отклоняващи се наляво (посока на пътя, № на пътя, населено място) |
| -------------------------------------------------------------------------- | ---- | ------------------------------------------------------------------------- |
| Община Брезово, II-56, 62,4 km, гр. Брезово →                              | 0,0  | → гр. Брезово, 62,4 km, II-56, Община Брезово                             |
| (за с. Златосел) общински път, с. Дрангово ←                               | 6,4  | → с. Дрангово, общински път (за с. Отец Кирилово)                         |
| (за с. Върбен) общински път ←                                              | 9,7  | → общински път (за с. Борец)                                              |
| (за с. Сърнегор) общински път, с. Стрелци ←                                | 15,4 | → с. Стрелци, общински път (за с. Пъдарско)                               |
| Община Калояново                                                           | 18   | Община Калояново                                                          |
| с. Сухозем                                                                 | 19,9 | с. Сухозем                                                                |
| (за с. Отец Паисиево) общински път ←                                       | 21,6 |                                                                           |
| с. Бегово                                                                  | 23,5 | с. Бегово                                                                 |
| (от гр. Карлово) \| II-64, 24,8 km, с. Долна махала →                      | 27,6 | → с. Долна махала, 24,8 km, II-64 (до гр. Пловдив)                        |